# Арена да Баишада
Арена да Баишада је стадион у граду Куритиба у Бразилу. Стадион је отворен 1999, a реновиран је 2014. за Светско првенство у фудбалу 2014.. Власник овог стадиона је фудбалски клуб ФК Атлетико Паранаинсе. Капацитет стадиона је 43.981 места.